# Sauber C30
O C30, foi o modelo do carro de corrida da equipe Sauber para a temporada 2011 de Fórmula 1. Foi pilotado por Kamui Kobayashi e Sergio Perez.

## Lançamento
O modelo foi apresentado oficialmente no dia 31 de janeiro de 2011 em Valência. A pintura de 2010 foi mantida, com pequenas mudanças no design dianteiro. A equipe também anunciou a utilização do KERS produzido pela Ferrari.

## Resultados
| Ano  | Equipe         | Motor          | Pneus   | Pilotos    | 1   | 2   | 3   | 4   | 5   | 6   | 7   | 8   | 9   | 10  | 11  | 12  | 13  | 14  | 15  | 16  | 17  | 18  | 19  | Pontos | Classificação |
| ---- | -------------- | -------------- | ------- | ---------- | --- | --- | --- | --- | --- | --- | --- | --- | --- | --- | --- | --- | --- | --- | --- | --- | --- | --- | --- | ------ | ------------- |
| 2011 | Sauber F1 Team | Ferrari 056 V8 | Pirelli |            | AUS | MAL | CHN | TUR | ESP | MON | CAN | EUR | GBR | ALE | HUN | BEL | ITA | SIN | JPN | KOR | IND | ABU | BRA | 44     | 7º            |
| 2011 | Sauber F1 Team | Ferrari 056 V8 | Pirelli | Kobayashi  | DSQ | 7   | 10  | 10  | 10  | 5   | 7   | 16  | Ret | 9   | 11  | 12  | Ret | 14  | 13  | 15  | Ret | 10  | 9   | 44     | 7º            |
| 2011 | Sauber F1 Team | Ferrari 056 V8 | Pirelli | Pérez      | DSQ | Ret | 17  | 14  | 9   | NL  | TA  | 11  | 7   | 11  | 15  | Ret | Ret | 10  | 8   | 16  | 10  | 11  | 13  | 44     | 7º            |
| 2011 | Sauber F1 Team | Ferrari 056 V8 | Pirelli | de la Rosa |     |     |     |     |     |     | 12  |     |     |     |     |     |     |     |     |     |     |     |     | 44     | 7º            |